# جون ميلينغتون سينغ
إدموند جون ميلينغتون سينغ (/sɪŋ/؛ 16 أبريل 1871 – 24 مارس 1909) هو كاتب مسرحي، وشاعر، وكاتب نثر، وكاتب أدب رحلات، وجامع فلكلور أيرلندي. كان شخصية بارزة في إحياء الأدب الأيرلندي، وأحد المؤسسين المشاركين لمسرح آبي. اشتهر بمسرحيته فتى الغرب المدلل (The Playboy of the Western World) التي أثارت الشغب في دبلن أثناء عرضها الافتتاحي في مسرح آبي.
على الرغم من انتماء سينغ لبيئة أنجلو أيرلندية، فإن كتاباته تهتم بشكل أساسي بعالم الفلاحين الرومان الكاثوليك في الريف الأيرلندي، وما اعتبره وثنية جوهرية في نظرتهم للعالم.
عانى سينغ من مرض هودجكين، وهو نوع من أنواع السرطان غير قابل للعلاج في ذلك الوقت. وقد توفي بعد أسابيع قليلة من عيد ميلاده الثامن والثلاثين، وكان في ذلك الوقت يحاول الانتهاء من مسرحيته الأخيرة التي تحمل عنوان ديردرا الأحزان (Deirdre of the Sorrows).

## روابط خارجية
- جون ميلينغتون سينغ على موقع IMDb (الإنجليزية)
- جون ميلينغتون سينغ على موقع الموسوعة البريطانية (الإنجليزية)
- جون ميلينغتون سينغ على موقع الموسوعة البريطانية (الإنجليزية)
- جون ميلينغتون سينغ على موقع ألو سيني (الفرنسية)
- جون ميلينغتون سينغ على موقع ميوزك برينز (الإنجليزية)
- جون ميلينغتون سينغ على موقع أول موفي (الإنجليزية)
- جون ميلينغتون سينغ على موقع قاعدة بيانات برودواي على الإنترنت (الإنجليزية)
- جون ميلينغتون سينغ على موقع إن إن دي بي (الإنجليزية)
- جون ميلينغتون سينغ على موقع ديسكوغز (الإنجليزية)
- جون ميلينغتون سينغ على موقع قاعدة بيانات الفيلم (الإنجليزية)